# Forces Democràtiques Unides d'Etiòpia
Les Forces Democràtiques Unides d'Etiòpia (United Ethiopian Democratic Forces UEDF የኢትዮጵያ ዴሞክራሲዊ ኃይሎቸ ሕብረት) fou una coalició d'uns quants partits polítics existents a Etiòpia que es van aliar per a competir pels escons del Parlament en les eleccions generals etiòpiques celebrades el 15 de maig de 2005.
Els partits constituents foren:
- Congrés Nacional Oromo (Oromo National Congress)
- Partit Federal Social Democràtic Etíop (Ethiopian Social Democratic Federal Party)
- Coalició Popular Democràtica del Sud d'Etiòpia (Southern Ethiopia People's Democratic Coalition)
- Organització Popular Pan-amhàrica (All-Amhara People's Organization)
- Partit d'Unió Democràtic Etíop (Ethiopian Democratic Unity Party)

Després s'hi van afegir altres partits, entre els quals destaquen:
- ARDUF (Afar Revolutionary Democratic Unity Front)
- MEISON (All-Ethiopia Socialist Movement)
- Unió Democràtica Etíop - Tehadiso (Ethiopian Democratic Union - Tehadiso)
- Front Nacional Unit d'Etiòpia (Ethiopian National United Front)
- Partit Unit Popular Federal Democràtic d'Etiòpia (Ethiopian People Federal Democratic Unity Party HIBREHIZB)
- Partit Revolucionari Popular Etíop (Ethiopian People's Revolutionary Party)
- Front Unit Popular Democràtic de Gambella (Gambela People's United Democratic Front)
- Organització Popular d'Alliberament Oromo (Oromo People's Liberation Organization OPLO - IBSO)
- Aliança Tigrinya per la Democràcia (Tigrean Alliance for Democracy).

## Resultats electorals del 2005
En les eleccions parlamentàries celebrades el 15 de maig de 2005, l'UEDF va aconseguir 52 escons al parlament federal (Consell de Representants del Poble) dels que 40 foren elegits a Oròmia i 12 a la regió dels Pobles del Sud. A les eleccions regionals de l'agost del 2005 va obtenir 105 de 537 escons de la regió d'Oròmia, 1 dels 36 escons de la regió d'Harari (dels reservats a l'àrea fora de la ciutat), i 37 dels 348 escons en l'assemblea de la regió dels Pobles del Sud.<
L'octubre del 2005 i per un temps breu, l'UEDF va donar suport a l'altre partit d'oposició destacat, la Coalició per la Unitat i la Democràcia, en la negativa a participar en el parlament fins que se satisfessin unes quantes demandes. Tanmateix, al darrer moment, el president del partit Merera Gudina i el vicepresident Beyene Petros anunciaren que l'UEDF participaria; després un vot del comitè central del partit el 24 d'octubre de 2005 els va expulsar els dos. Van assolir la direcció el segon vicepresident Girma Shumie i el Secretari General Dereje Kebede, i el parlamentari (encarregat de restablir la disciplina) Geberu Mariam Uturu, que representa un districte a la zona de Mirab Shewa a Oròmia.

## Eleccions locals i parcials del 2008
Tres dias abans de les eleccions va acusar al Front Democràtic Revolucionari Popular Etíop d'intimidació contra els seus 14.000 candidats locals i va boicotejar les eleccions del 15 de maig del 2008.

## Extensió
L'aliança es va unir el juliol del 2008 a tres partits:
- Moviment Democràtic Federalista Oromo (Oromo Federalist Democratic Movement)
- Forces de l'Aliança Democràtica Somali (Somali Democratic Alliance Forces)
- Unió Tigrinya per la Democràcia i la Sobirania (Union of Tigrians for Democracy and Sovereignty ARENA)

I junts van formar el Medrek o Front Unit Democràtic Etiòpic (Ethiopian Democratic Unity Front). Amb el Medrek va participar en les eleccions general i regionals del 2010 amb magres resultats en escons però bons en percentatge.